# Liste der Bodendenkmäler in Vilsheim
Auf dieser Seite sind die Bodendenkmäler in der niederbayerischen Gemeinde Vilsheim zusammengestellt. Diese Tabelle ist eine Teilliste der Liste der Bodendenkmäler in Bayern. Grundlage ist die Bayerische Denkmalliste, die auf Basis des Bayerischen Denkmalschutzgesetzes vom 1. Oktober 1973 erstmals erstellt wurde und seither durch das Bayerische Landesamt für Denkmalpflege geführt wird. Die folgenden Angaben ersetzen nicht die rechtsverbindliche Auskunft der Denkmalschutzbehörde.

## Bodendenkmäler der Gemeinde Vilsheim

### Bodendenkmäler in der Gemarkung Gundihausen
| Lage                   | Objekt | Akten-Nr.     | Bild |
| ---------------------- | --- | ------------- | ---- |
| Gundihausen (Standort) | Frühmittelalterlicher Ringwall „Die Altenburg“. | D-2-7538-0228 |      |
| Gundihausen (Standort) | Verebnete Grabhügel vorgeschichtlicher Zeitstellung. | D-2-7538-0229 |      |
| Gundihausen (Standort) | Verebnetes Grabenwerk und Siedlung vor- und frühgeschichtlicher Zeitstellung. | D-2-7538-0230 |      |
| Gundihausen (Standort) | Verebnetes Grabenwerk und Siedlung vor- und frühgeschichtlicher Zeitstellung. | D-2-7538-0231 |      |
| Gundihausen (Standort) | Untertägige mittelalterliche und frühneuzeitliche Befunde im Bereich der katholischen Kirche St. Nikolaus in Altenburg, darunter die Spuren von Vorgängerbauten bzw. älterer Bauphasen.     | D-2-7538-0328 |      |
| Gundihausen (Standort) | Untertägige mittelalterliche und frühneuzeitliche Befunde im Bereich der katholischen Pfarrkirche St. Maria in Gundihausen, darunter die Spuren von Vorgängerbauten bzw. älterer Bauphasen. | D-2-7538-0333 |      |
| Gundihausen (Standort) | Untertägige frühneuzeitliche Befunde im Bereich der katholischen Kirche St. Georg in Reichersdorf, darunter die Spuren von Vorgängerbauten bzw. älterer Bauphasen.                          | D-2-7538-0343 |      |

### Bodendenkmäler in der Gemarkung Münchsdorf
| Lage                  | Objekt | Akten-Nr.     | Bild |
| --------------------- | --- | ------------- | ---- |
| Münchsdorf (Standort) | Untertägige mittelalterliche und frühneuzeitliche Befunde im Bereich des ehemaligen Hofmarkschlosses Münchsdorf.                                                                                          | D-2-7538-0232 |      |
| Münchsdorf (Standort) | Verebneter Burgstall des Mittelalters. | D-2-7538-0233 |      |
| Münchsdorf (Standort) | Siedlung vor- und frühgeschichtlicher Zeitstellung. | D-2-7538-0234 |      |
| Münchsdorf (Standort) | Verebnetes kreisförmiges Grabenwerk vor- und frühgeschichtlicher Zeitstellung. | D-2-7538-0255 |      |
| Münchsdorf (Standort) | Untertägige mittelalterliche und frühneuzeitliche Befunde im Bereich der katholischen Kirche St. Moritz bzw. St. Mauritius in Gessendorf, darunter die Spuren von Vorgängerbauten bzw. älterer Bauphasen. | D-2-7538-0331 |      |
| Münchsdorf (Standort) | Untertägige frühneuzeitliche Befunde im Bereich der katholischen Kirche St. Maria von Einsiedeln in Münchsdorf, darunter die Spuren von Vorgängerbauten bzw. älterer Bauphasen.                           | D-2-7538-0341 |      |

### Bodendenkmäler in der Gemarkung Vilsheim
| Lage                | Objekt | Akten-Nr.     | Bild |
| ------------------- | --- | ------------- | ---- |
| Vilsheim (Standort) | Grabhügel vorgeschichtlicher Zeitstellung. | D-2-7538-0236 |      |
| Vilsheim (Standort) | Untertägige mittelalterliche und frühneuzeitliche Befunde im Bereich des ehemaligen Schlosses Vilsheim.                                                                                     | D-2-7538-0237 |      |
| Vilsheim (Standort) | Siedlung der späten Latènezeit. | D-2-7538-0239 |      |
| Vilsheim (Standort) | Siedlung vor- und frühgeschichtlicher Zeitstellung. | D-2-7538-0240 |      |
| Vilsheim (Standort) | Siedlung vor- und frühgeschichtlicher Zeitstellung. | D-2-7538-0242 |      |
| Vilsheim (Standort) | Siedlung vor- und frühgeschichtlicher Zeitstellung. | D-2-7538-0243 |      |
| Vilsheim (Standort) | Siedlung vor- und frühgeschichtlicher Zeitstellung. | D-2-7538-0244 |      |
| Vilsheim (Standort) | Siedlung vor- und frühgeschichtlicher Zeitstellung. | D-2-7538-0245 |      |
| Vilsheim (Standort) | Siedlung vor- und frühgeschichtlicher Zeitstellung. | D-2-7538-0246 |      |
| Vilsheim (Standort) | Siedlung vor- und frühgeschichtlicher Zeitstellung. | D-2-7538-0247 |      |
| Vilsheim (Standort) | Siedlung vor- und frühgeschichtlicher Zeitstellung. | D-2-7538-0248 |      |
| Vilsheim (Standort) | Untertägige mittelalterliche und frühneuzeitliche Befunde im Bereich des Schlosses von Kapfing, darunter die Spuren von Vorgängerbauten bzw. älterer Bauphasen.                             | D-2-7538-0335 |      |
| Vilsheim (Standort) | Untertägige mittelalterliche und frühneuzeitliche Befunde im Bereich der katholischen Kirche St. Leonhard in Kemoden, darunter die Spuren von Vorgängerbauten bzw. älterer Bauphasen.       | D-2-7538-0337 |      |
| Vilsheim (Standort) | Untertägige mittelalterliche und frühneuzeitliche Befunde im Bereich der katholischen Pfarrkirche St. Castulus in Vilsheim, darunter die Spuren von Vorgängerbauten bzw. älterer Bauphasen. | D-2-7538-0346 |      |